# Greater Cleveland Regional Transit Authority
La Greater Cleveland Regional Transit Authority, ou GCRTA, plus communément désignée sous son acronyme historique RTA, est l'organisme public qui assure la gestion et l'exploitation de l'ensemble des transports en commun de la ville et de la banlieue de Cleveland, dans l'État de l'Ohio, aux États-Unis.
La RTA a notamment sous sa responsabilité le réseau ferré urbain de Cleveland, composé d'une ligne de métro et de deux lignes de métro léger desservant la banlieue de Cleveland, et un réseau de bus, composé d'une soixantaine de lignes.

## Métro
La RTA exploite trois lignes de métro.

## Bus
La régie exploite soixante-deux lignes de bus.

### Ligne HealthLine
HealthLine est une ligne de bus à haut niveau de service le long d'Euclid Avenue, de Public Square à la ville d'East Cleveland en passant par le quartier d'University Circle.